# Ricardo Trêpa
Ricardo Trêpa (Porto, 28 de outubro de 1972) é um ator português.

## Biografia
Ricardo Trêpa nasceu em 28 de outubro de 1972, no Porto. É neto do realizador português, Manoel de Oliveira.
Recebeu formação através da produtora televisiva NBP com direcção do realizador José Fonseca e Costa. Com actividade centrada maioritariamente no cinema participou em cerca de quinze películas, trabalhando nomeadamente com o seu avô Manoel de Oliveira em títulos como Belle Toujours (2006), Espelho Mágico (2005), O Princípio da Incerteza (2002), Porto da Minha Infância (2001), entre outros, salientando a interpretação da personagem El Rei Sebastião em O Quinto Império (2004).

## Carreira

### Televisão
| Ano             | Título           | Papel             | Ref.  |
| --------------- | ---------------- | ----------------- | ----- |
| 1993            | A Amiga Olga     | Rapaz do gongo    | [ 3 ] |
| 1998            | Os Lobos         | Jacinto           | [ 3 ] |
| 1999            | A Lenda da Garça | Rodrigo           | [ 3 ] |
| 2003            | Saber Amar       |                   | [ 3 ] |
| 2003            | Olá Pai!         | Álvaro            | [ 3 ] |
| 2007            | Ilha dos Amores  | Nuno              | [ 3 ] |
| 2009            | Ele é Ela        | Simão Pimentel    | [ 3 ] |
| 2015            | Coração D'Ouro   | Manuel            | [ 3 ] |
| 2016            | A Única Mulher   | Xico              | [ 3 ] |
| 2017            | A Herdeira       | João              | [ 3 ] |
| 2017            | Madre Paula      | Guarda-Real       | [ 3 ] |
| 2017            | Inspetor Max     | Eddie Cruz        | [ 3 ] |
| 2019            | Alguém Perdeu    | Gusmão de Andrade | [ 3 ] |
| 2021 - presente | Festa é Festa    | João Maria Brito  |       |

### Cinema
| Ano  | Título                                       | Ref.        |
| ---- | -------------------------------------------- | ----------- |
| 2002 | O Princípio da Incerteza                     | [ 2 ] [ 3 ] |
| 2009 | Singularidades de uma Rapariga Loura         | [ 2 ] [ 3 ] |
| 2010 | O Estranho Caso de Angélica                  | [ 2 ] [ 3 ] |
| 2012 | "Do Visível ao Invisível" em Mundo Invisível | [ 3 ]       |
| 2012 | O Gebo e a Sombra                            | [ 3 ]       |